# Manifestation d'Athènes (22 juillet 1943)
La manifestation d'Athènes du 22 juillet 1943 est une manifestation massive qui a eu lieu à Athènes en Grèce, occupée par l'Axe, contre les plans allemands d'expansion de la zone d'occupation bulgare en Macédoine grecque.

## Contexte
Après la chute de la Grèce, en avril 1941, le pays est passé sous une occupation tripartite, étant divisé entre l'Allemagne, l'Italie et la Bulgarie. La Bulgarie se voit confier le contrôle des îles de Thasos et de Samothrace, ainsi que d'une zone située entre le Strymon et la Mesta, qui s'étendra plus tard à Alexandroúpoli. Les Allemands conservent les deux tiers de l'Evros, la Macédoine-Centrale et Occidentale, quelques îles de la mer Égée, l'Attique et la plus grande partie de la Crète. Les territoires grecs restants sont aux mains des Italiens.
Le 14 mai 1941, la Bulgarie annexe officiellement les territoires occupés, qui ont longtemps été la cible de l'irrédentisme bulgare. Une campagne massive de bulgarisation est lancée, qui voit tous les fonctionnaires grecs (maires, instituteurs, juges, avocats, prêtres, gendarmes) déportés. L'utilisation de la langue grecque est interdite et les noms des villes et des lieux sont changés en bulgare. En outre, le gouvernement bulgare tente de modifier la composition ethnique de la région, en expropriant les terres et les maisons des Grecs au profit des colons bulgares, et en introduisant le travail forcé et des restrictions économiques pour les Grecs afin de les forcer à émigrer.

## Manifestation et suites
Durant l'été 1943, la sortie imminente de l'Italie de la guerre et le retrait consécutif des troupes italiennes des Balkans vont obliger les Allemands à engager davantage de troupes de l'Axe dans des tâches de garnison en remplacement des Italiens. Ainsi, au début du mois de juillet 1943, Adolf Hitler demande au gouvernement bulgare d'étendre sa zone d'occupation pour englober des territoires supplémentaires en Serbie et en Macédoine. 
En recevant ces nouvelles, les Grecs deviennent furieux. Une grève de protestation est lancée le 13 juillet à Athènes et s'avère très efficace, paralysant presque complètement la ville pendant 24 heures. Des manifestations similaires sont organisées à Thessalonique et dans des villes plus petites du nord de la Grèce. Une deuxième grève générale est organisée par l'EAM, le 22 juillet, qui rassemble entre 100 000 et 300 000 (voire 400 000 selon certaines sources) personnes dans le centre d'Athènes. Une foule massive tente de marcher de la place Omónia vers la place Sýntagma, le long de la rue Panepistimíou, mais elle tombe sur une barricade dressée par les forces armées allemandes mécanisées, la cavalerie italienne et la police collaborationniste grecque. Les manifestants essuient des tirs lors de leur tentative de franchir la barricade et sont contraints de se retirer, laissant derrière eux 22 morts et plusieurs centaines de blessés. Les travailleurs et les étudiants universitaires participent en grand nombre à la manifestation. Plusieurs d'entre eux sont tués, soit écrasés par des véhicules blindés, soit par des tirs. Parmi eux, Panagióta Stathopoúlou et Koúla Líli sont deux des plus connus aujourd'hui. Peu après la manifestation, les projets d'extension de la zone d'occupation bulgare sont reportés indéfiniment et ne seront jamais concrétisés.

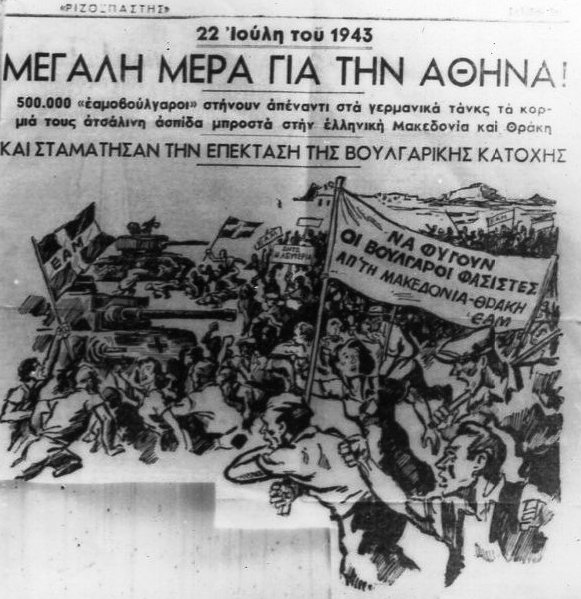
Tract communiste grec avec le motif de la manifestation.

### Source de la traduction
- (en) Cet article est partiellement ou en totalité issu de l’article de Wikipédia en anglais intitulé « 22 July 1943 Athens protest » (voir la liste des auteurs).